# Arctosa lacustris
Arctosa lacustris este o specie de păianjeni din genul Arctosa, familia Lycosidae. A fost descrisă pentru prima dată de Simon, 1876. Conform Catalogue of Life specia Arctosa lacustris nu are subspecii cunoscute.